# North West Cambridgeshire
Circonscription parlementaire de la Chambre des communes
La circonscription de North West Cambridgeshire est une circonscription électorale anglaise située dans le Cambridgeshire, et représentée à la Chambre des communes du Parlement britannique de 2005 à 2024 par Shailesh Vara du Parti conservateur. 
Depuis 2024, le Travailliste, Sam Carling, est élu député.

## Géographie
La circonscription comprend :
- La partie sur de la ville de Peterborough et la ville de Ramsey

## Députés
Les Members of Parliament (MPs) de la circonscription sont :
| Législature                                                   | Années       | Député        | Député          | Parti        |
| ------------------------------------------------------------- | ------------ | ------------- | --------------- | ------------ |
| North West Cambridgeshire issue de Huntingdon et Peterborough |              |               |                 |              |
| 52e                                                           | 1997–2001    |               | Brian Mawhinney | Conservateur |
| 53e                                                           | 2001–2005    |               | Brian Mawhinney | Conservateur |
| 54e                                                           | 2005–2010    | Shailesh Vara |                 | Conservateur |
| 55e                                                           | 2010–2015    | Shailesh Vara |                 | Conservateur |
| 56e                                                           | 2015–2017    | Shailesh Vara |                 | Conservateur |
| 57e                                                           | 2017–2019    | Shailesh Vara |                 | Conservateur |
| 58e                                                           | 2019–2024    | Shailesh Vara |                 | Conservateur |
| 59e                                                           | 2024–présent |               | Sam Carling     | Travailliste |

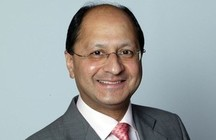
Shailesh Vara (2005–2024)
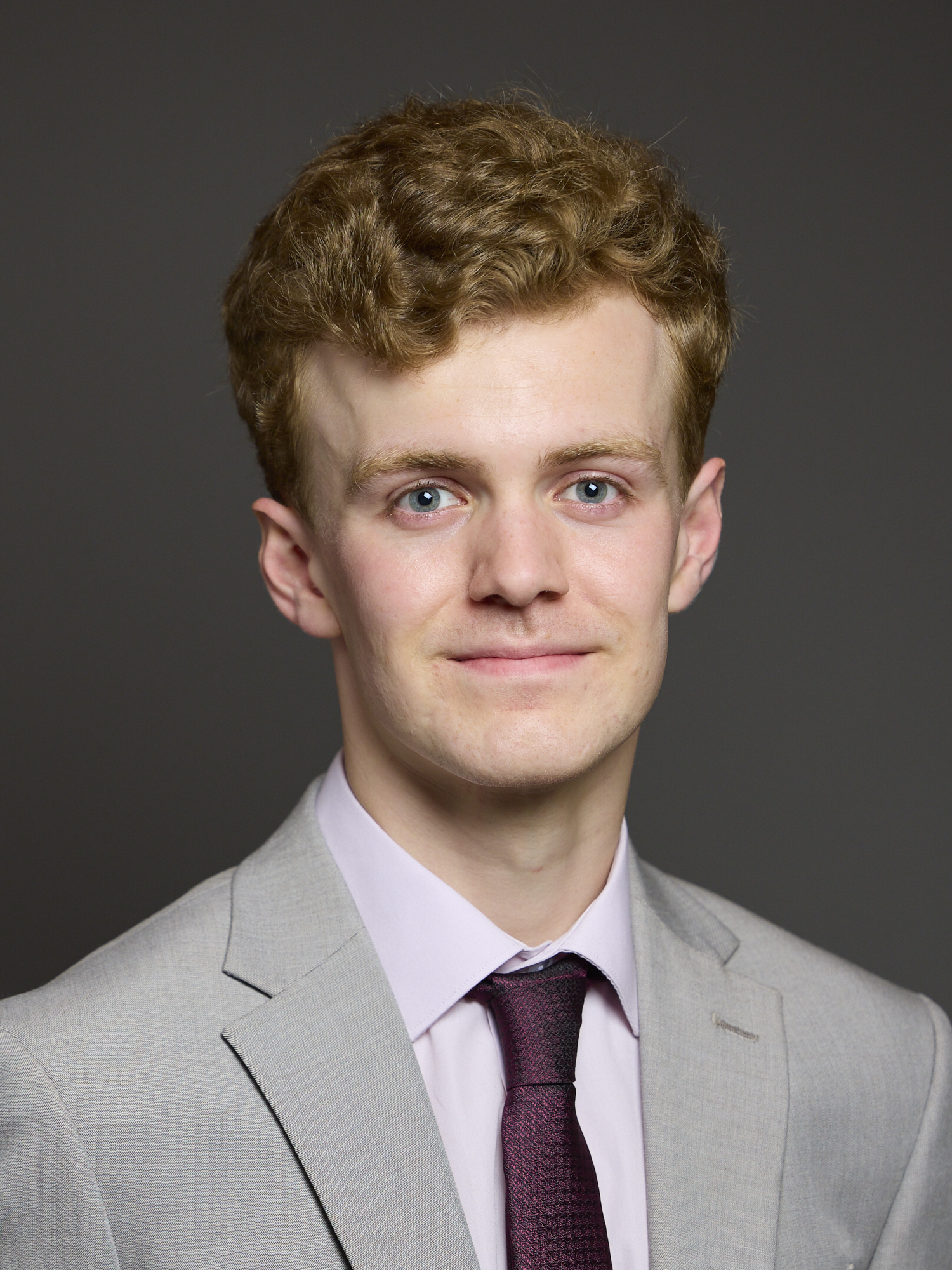
Sam Carling (depuis 2024)